# Physaleae
Physaleae es una tribu de plantas en la subfamilia Solanoideae perteneciente a la familia de las solanáceas.

## Géneros
Es una gran tribu hermana de Capsiceae.   
- Subtribu Iochrominae (Miers) Hunz. es un clado dentro de la tribu Physaleae que comprende 37 especies, principalmente distribuidas en  los Andes, asignadas a 6 géneros. Los miembros de esta subtribu se caracterizan por ser arbustos leñosos o pequeños árboles con atractivas flores tubulares o rotadas. Presentan, además , una gran diversidad floral cubriendo, de hecho, la totalidad de la variación existente en la familia. Sus flores pueden ser rojas, anaranjadas, amarillas, verdes, azules, púrpuras o blancas. La forma de la corola puede ser tubular a rotada, con una variación de hasta 8 veces en la longitud del tubo a través de las distintas especies.[2]
  - Acnistus Schott (1829), con una especie distribuida en los neotrópicos.
  - Dunalia Kunth. (1818), que incluye 5 especies de los Andes.
  -  Iochroma Benth. (1845), género con 24 especies de los Andes.
  - Saracha Ruiz et Pav. (1794), que incluye 2 especies de los Andes.
  - Vassobia Rusby (1927), con dos especies sudamericanas.
  -  Eriolarynx Hunz.(2000), género que presenta 3 especies de Argentina y Bolivia.
- Subtribu Physalidinae (Miers) Hunz. (2000). Es una subtribu monofilética que comprende 10 géneros e incluye hierbas o arbustos leñosos con flores solitarias, axilares, amarillas, blancas o púrpuras que son polinizadas por abejas. Una vez que la polinización ocurre, la corola cae y el cáliz se expande hasta cubrir por entero a la baya que está desarrollando (el cáliz se dice acrescente). En muchas especies el cáliz se torna amarillo o anaranjado a la madurez. Las bayas, con muchas semillas, son de color verdoso a amarillo-anaranjado, frecuentemente con reflejos rojos o púrpuras.[3]
  - Brachistus Miers (1849), con 3 especies de México y América Central.
  - Chamaesaracha (A.Gray) Benth. et Hook. (1896), comprende 10 especies de México y América Central.
  - Leucophysalis Rydberg (1896), incluye 3 especies del Sudoeste de los Estados Unidos y de México.
  - Margaranthus Schlecht. (1830), con una especie mexicana.
  - Oryctes S. Watson (1871), género monotípico del sudoeste de Estados Unidos.
  - Quincula Raf. (1832) con una sola especie del sudoeste de Estados Unidos y de México.
  - Physalis L. (1753), el género más grande de la subtribu, con 85 especies distribuidas en las regiones tropicales de América y una especie de China.
  - Witheringia L' Heritier (1788), género con 15 especies de regiones neotropicales.
  - Tzeltalia, género segregado de Physalis, con dos especies distribuidas en México y Guatemala.
  - Darcyanthus, género con una sola especie oriunda de Bolivia y Perú.
- Subtribu Salpichroinae, es una subtribu de Physaleae que incluye 16 especies americanas distribuidas en dos géneros: 
  - Nectouxia Kunth. (1818), género monotípico y endémico de México.
  - Salpichroa Miers (1845), género con 15 especies de los Andes y otras regiones de Améria del Sur.
- Subtribu Withaninae, es una subtribu de Physaleae con una amplia distribución, incluye 9 géneros:
  - Archiphysalis Kuang (1966), con 3 especies de China y Japón.
  - Athenaea Sendtn. (1846), que incluye 7 especies de Brasil.
  - Aureliana Sendt. (1846), con 5 especies de Sudamérica.
  - Mellissia Hook. f. (1867), género monotípico de Santa Elena.
  - Physalisastrum Makino (1914), con 9 especies asiáticas.
  - Tubocapsicum (Wettst.) Makino (1908), con una sola especie endémica de China.
  - Withania Pauq.(1825), con 10 especies nativas de las Islas Canarias, África y Nepal.
  - Cuatresia Hunz. (1977), con 11 especies neotropicales. Los estudios moleculares indican que este género, conjuntamente con Deprea y Larnax tiene una posición taxonómica incierta.[4]
  - Deprea Raf. (1838), con 6 especies neotropicales.
  - Larnax Miers (1849), muchos taxónomos lo consideran un sinónimo de Deprea, abarca 22 especies nativas de los Andes.